# Gaia (chanteuse)
Gaia, de son nom complet Gaia Gozzi, née le 29 septembre 1997 à Guastalla (dans la région italienne de l'Emilie-Romagne), est une chanteuse et danseuse italo-brésilienne.
Elle se fait connaître après être arrivée deuxième à la 10e édition de l'émission de télé-crochet X Factor en 2016, avant de gagner la 19e édition du concours de talents Amici di Maria De Filippi en 2020,.

## Biographie

### Jeunesse
Gaia Gozzi est née d'un père italien et d'une mère brésilienne, ce qui lui a permis de grandir dans un environnement multiculturel et d'être bilingue italien-portugais. Passionnée par la musique dès son plus jeune âge, elle grandit à Viadana dans la province de Mantoue, où elle développe son intérêt pour le chant.

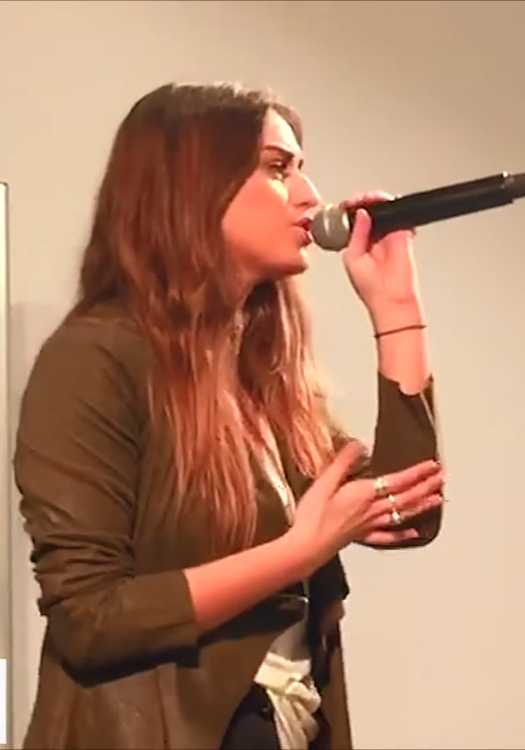
Gaia en 2017 lors de lInstore Tour

### 2016-2017: Participation àX Factor 10etNew Dawns
En 2016, Gaia Gozzi participe en tant que candidate à la 10e édition de l'émission italienne de talents musicaux X Factor sous le mentorat de Fedez, elle atteint la finale de la compétition et termine à la deuxième place. Après sa participation à X Factor, Gaia signe un contrat avec Sony Music Italy et sort son premier single "New Dawns" en 2016, suivi de l'EP du même nom, certifié disque d'or par FIMI,. Malgré ce premier pas dans l'industrie musicale, sa carrière connaît une période relativement calme entre 2017 et 2019, durant laquelle elle ne sort qu'un seul single, "Fotogramas", pour travailler sur son style musical et son identité artistique.

### 2020:Amiciet percée
La carrière de Gaia prend un tournant en 2020 lorsqu'elle participe à la 19e saison de l'émission "Amici di Maria De Filippi", une autre émission de télé-réalité musicale très populaire en Italie. Cette fois, elle remporte la compétition, ce qui lui offre une exposition médiatique significative et relance sa carrière. Après sa victoire, elle sort le single "Chega", certifié double disque de platine devient rapidement un succès en Italie, atteignant la troisième place du classement FIMI. Le titre, composé uniquement de paroles en portugais, met en valeur ses racines brésiliennes. Son EP "Genesi" sort en mai 2020 et se place à la troisième place des albums en Italie. Il est certifié disque d'or en juin 2020.

### Depuis 2021: Consolidation de sa carrière
En 2021, Gaia participe au Festival de Sanremo, la plus importante compétition musicale italienne, avec la chanson "Cuore amaro". Bien qu'elle ne remporte pas le festival, sa participation contribue à consolider sa place dans l'industrie musicale italienne.

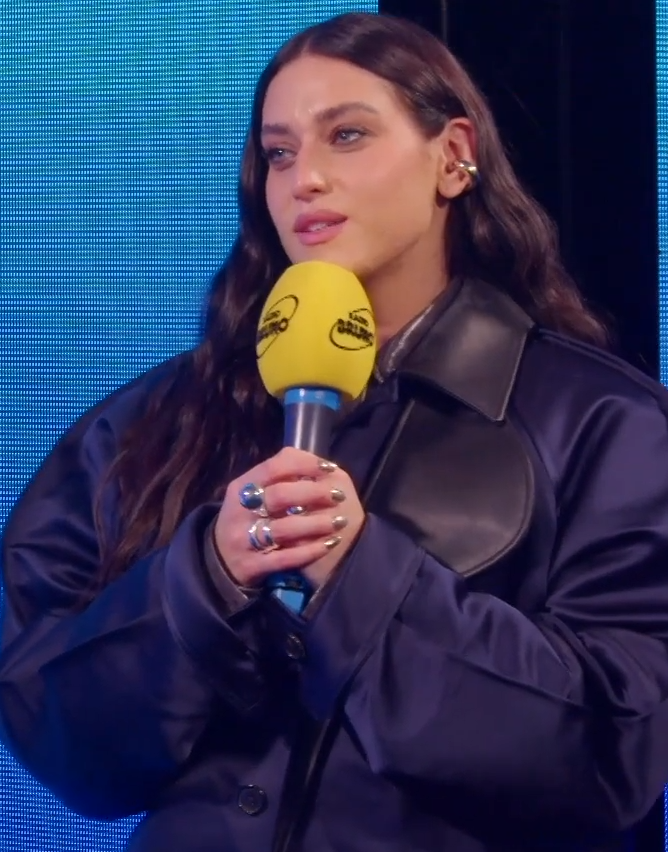
Gaia lors d'une interview en février 2025

En avril 2021, elle sort son premier album studio complet, "Alma", qui incorpore des influences de pop italienne, de musique latine et de sons brésiliens. L'album confirme sa volonté de mélanger différentes cultures musicales. Elle continue de sortir de nombreux singles qui ne rencontrent qu'un succès restreint, jusqu'à la sortie en mai 2024 du single "SESSO E SAMBA" où elle figure aux côtés du rappeur de renommée Tony Effe, qui se classe 12 semaines consécutives en première place du classement FIMI et en 6e place sur l'ensemble de l'année 2024,,.
Elle participe à la 75e édition du festival de Sanremo en février 2025 avec le single "CHIAMO IO CHIAMI TU" et se classe en 20e position du concours. Elle annonce quelques jours plus tard la sortie de son deuxième album studio "rosa dei venti", pour le 21 mars 2025. Cet album comprendra des collaborations avec des artistes tels que Guè, Capo Plaza, Lorenzza et Toquinho.

## Vie privée
Gaia est connue pour être relativement discrète concernant sa vie privée. Elle a entretenu une relation entre 2022 et 2024 avec Daniele Dezi, connu sous le nom de scène Orang3, un producteur musical avec qui elle a collaboré professionnellement. A la suite du festival de Sanremo de 2025, de nombreuses rumeurs évoquent une potentielle relation entretenue discrètement entre la Gaia et le chanteur Olly, vainqueur de l'évènement.
Ses origines multiculturelles jouent un rôle important dans sa vie personnelle et dans son approche de la musique. Elle parle couramment l'italien, le portugais et l'anglais, ce qui se reflète dans ses chansons qui mélangent souvent ces langues.
Gaia est également engagée dans diverses causes sociales, notamment la défense de l'environnement et la promotion de la diversité culturelle. Elle utilise régulièrement ses plateformes de médias sociaux pour sensibiliser à ces questions,.

## Télévision
- X Factor Italia (2016) : Candidate, finaliste
- Amici di Maria De Filippi (2019-2020) : Candidate et gagnante

- Verissimo (2020-2023) : apparitions récurrentes
- Che tempo che fa (2021-2022) : apparitions récurrentes

## Discographie

### Albums et EP
- "New Dawns" (EP, 2016)
- "Genesi" (EP, 2020)

- "Alma" (Album, 2021)
- "rosa dei venti" (Album, 2025)

### Singles
- "New Dawns" (2016)
- "Fotogramas" (2017)
- "Chega" (2020)
- "Coco Chanel" (2020)
- "Cuore amaro" (2021)
- "Boca" avec Sean Paul (2021)

- "Salina" (2021)

- "Nuvole di zanzare" (2021)
- "What Christmas Means to Me" (2021)
- "fé" avec STABBER (2022)
- "ESTASI" (2023)
- "Robot" avec North of Loreto et Mecna (2023)
- "TOKYO" (2023)
- "Fa strano (Lady Marmalade)" avec BigMama, Sissi et LA NIÑA (2024)
- "Dea Saffica" (2024)
- "SESSO E SAMBA" avec Tony Effe (2024)
- "CHIAMO IO CHIAMI TU" (2025)